# Leippe-Torno

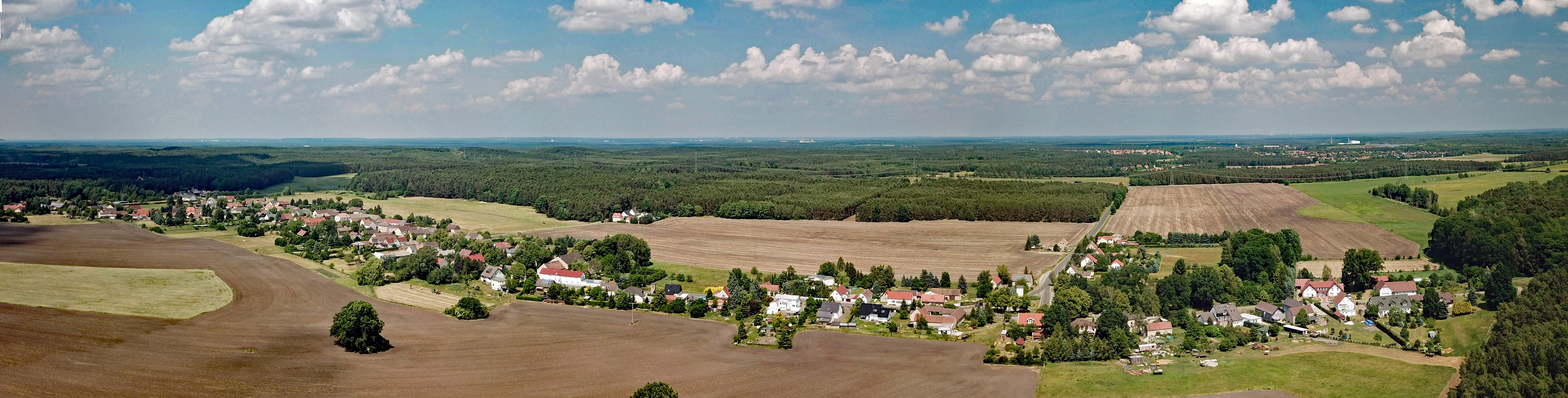
Luftbildpanorama von Leippe

Luftbildpanorama von Torno

Leippe-Torno (obersorbisch Lipoj-Tornow) im sächsischen Landkreis Bautzen ist seit dem 1. Januar 2007 eine Ortschaft der Stadt Lauta mit den Ortsteilen Leippe, Torno und Johannisthal. Die vormals selbständige und 1447 Einwohner (September 2005) zählende Gemeinde war Mitglied in der Verwaltungsgemeinschaft Lauta.

## Geographie und Verkehr
Leippe-Torno befindet sich rund zehn Kilometer westlich der Stadt Hoyerswerda und etwa zwölf Kilometer südöstlich von Senftenberg, das bereits im Bundesland Brandenburg liegt. Nördlich verläuft die Bundesstraße 96 und südlich und östlich die B 97. Die Bundesautobahn 13 ist über den Anschluss Ruhland (rund 20 Kilometer entfernt) zu erreichen. In der Umgebung befinden sich größere Waldflächen und auch einige Seen, in denen früher Glassand abgebaut wurde. Der Senftenberger See befindet sich nördlich der Gemeinde. Im Westen grenzt Leippe-Torno an Hohenbocka, einen Teil des Amtes Ruhland und den Senftenberg Ortsteil Hosena.

## Geschichte
Der Ortsname ist als Lipoj / Tornow obersorbischen Ursprungs. Leippe wurde am 28. März 1401 erstmals urkundlich erwähnt. Tornos erste urkundliche Erwähnung erfolgte im Jahr 1568. Im  Jahr 1740 verkaufte der sächsische Kurfürst das Vorwerk Torno an die Bauern von Leippe, seitdem gehört Torno zu Leippe. Mitte der 1840er Jahre zählte Leippe (samt Torno) 251 Einwohner.
Bis zum Wiener Kongress 1815 gehörte der Ort zu Sachsen, danach, bis zum Ende des Zweiten Weltkrieges, zu Preußen und in der DDR von 1952 bis 1990 zum Bezirk Cottbus. Nach einer Volksbefragung wechselten der Landkreis Hoyerswerda und somit auch die Gemeinde wieder nach Sachsen.

## Sehenswürdigkeiten

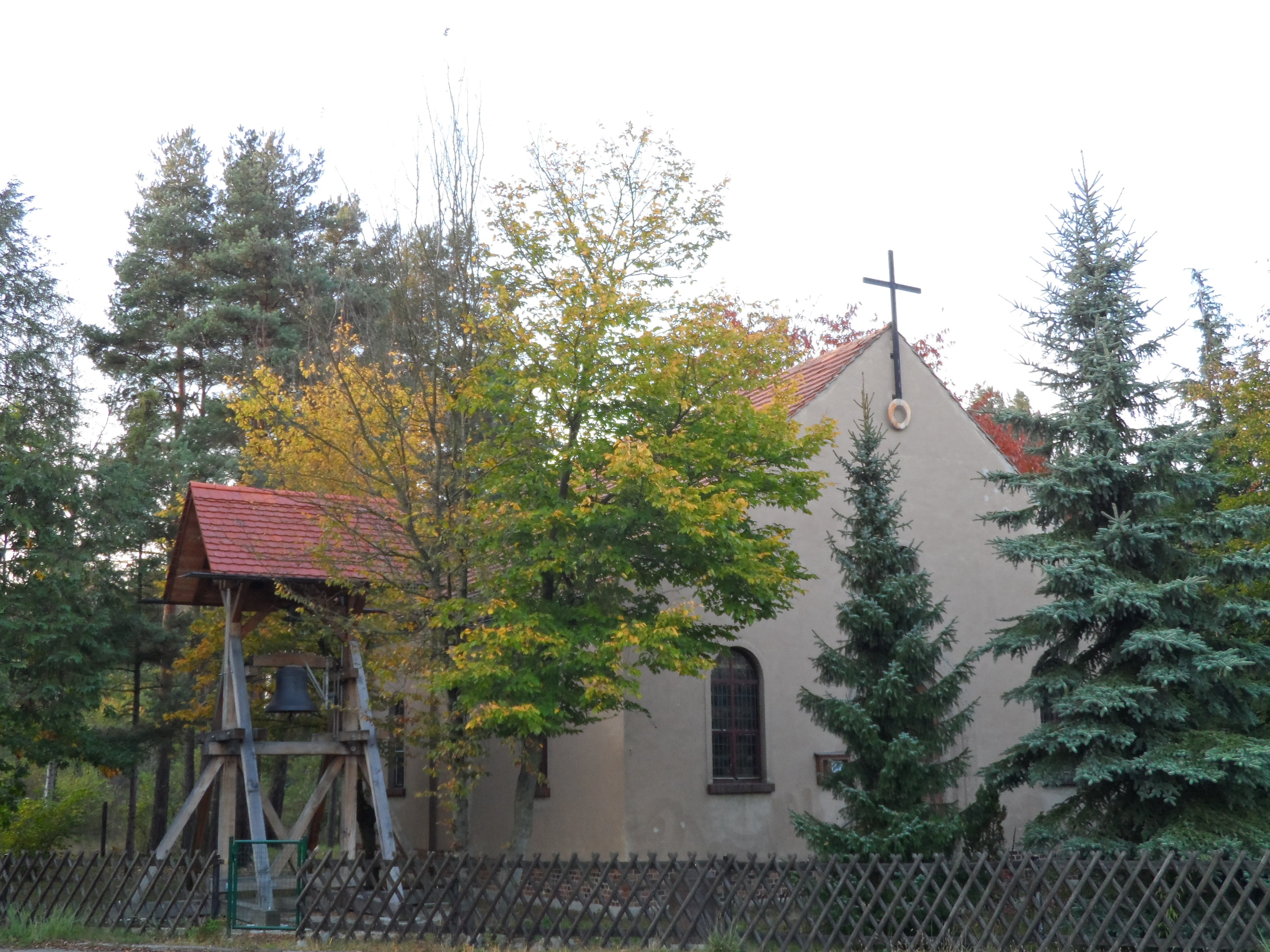
Dorfkirche Torno

- Lausitzer Seenland
- Tornscher Teich
- Jesus-Christus-Kirche Torno
- Jungfernstein